# Тремасов, Алексей Николаевич
Алексей Николаевич Тремасов (род. 24 февраля 1973, Электросталь) — российский киновед, специалист по актёрам советского кино.

## Биография
Родился 24 февраля 1973 года в городе Электросталь Московской области в рабочей семье.
В 1990—1991 учился на литфаке Орехово-Зуевского педагогического института .
С 2004 года пишет статьи об актёрах, впервые опубликованные на сайте Сергея Капкова «Характерные актёры российского кино». Публиковался в «СК-новостях», «Литературной газете», «Экране и сцене».
С ноября 2006 года по июль 2007 года сотрудничал с радиостанцией «Звезда», придумывал вопросы для утренней киновикторины.
С февраля 2005 года сотрудничает с Гильдией актёров кино России.
С 2009 по 2018 годы — научный сотрудник Музея кино.
С 2018 года — хранитель фондов Киностудии имени М. Горького.
В 2014 году окончил заочное киноведческое отделение сценарно-киноведческого факультета ВГИКа (мастерская Людмилы Борисовны Клюевой).
Автор (совместно с Мариной Кравченко) четырёхтомной энциклопедии «Актёры отечественного кино», сборника «Артисты Театра киноактёра».
С 2011 в качестве эксперта участвует в телевизионных программах и документальных фильмах с комментариями о жизни и творчестве актёров советского кино: «Кино за три копейки» (ТВЦ), «Смерть со второго дубля» (ТВЦ), «Петля и пуля» (ТВЦ), «Трагедии звёздных матерей» (ТВЦ), «Когда не было кино» (ТВЦ), «Тайны советского кино. Старший сын» (ТВЦ), «Тайны кино. И жизнь, и слёзы, и любовь» (Москва Доверие), «Николай и Лилия Гриценко. Отверженные звёзды» (ТВЦ), «Последний день. Зоя Фёдорова» (Звезда), «Смертельная скорость» (ТВЦ), «„Достояние республики“. Бродяга и задира, я обошёл полмира» (Культура), «„Весёлые ребята“. Мы будем петь и смеяться, как дети!» (Культура), «„Цирк“. Я хотела быть счастливой в СССР» (Культура), «Последний день. Игорь Ильинский» (Звезда), «Последний день. Юрий Катин-Ярцев» (Звезда), «Последний день. Николай Гриценко» (Звезда), «Прощание. Сергей Филиппов» (ТВЦ), «Актёрские драмы. У роли в плену» (ТВЦ), «Люсьена Овчинникова. Улыбка сквозь слёзы» (ТВЦ), «Это было смешно» (Москва Доверие), «Юрий Белов. Кошмар карнавальной ночи» (ТВЦ), «Юрий Никулин. Великий многоликий» (1 канал), «Главный день. Фильм „Ирония судьбы“ и Эльдар Рязанов» (Звезда), «„Старший сын“ молодого драматурга» (Культура), «„Неотправленное письмо“. Соцреализм Калатозова» (Культура), «Раскрывая тайны звёзд. Нина Иванова» (Москва Доверие), «Большое кино. Судьба резидента» (ТВЦ), «„Белое солнце пустыни“. Для кого ты добрая, госпожа удача?» (Культура), «Наше кино. История большой любви. Пионеры в кино. От тимуровцев до вампиров» (Мир), «Тайны нашей эстрады» (Москва Доверие), «Легенды кино. Ольга Остроумова» (Звезда), «Наталья Крачковская. И меня вылечат!» (ТВЦ), «Георгий Жжёнов. Судьба резидента» (ТВЦ), «Раскрывая тайны звёзд. Тамара Носова» (Москва Доверие), «Раскрывая тайны звёзд. Самые кассовые фильмы СССР» (Москва Доверие), «Ласточки КГБ» (ТВЦ), «Легенды кино. Анатолий Равикович» (Звезда) и других. На канале «Культура» записал девять программ, предварявших кинопоказы ретроспективы «Знакомые незнакомцы» цикла «Иллюзион». Премьера состоялась в сентябре 2018 года и июне-ноябре 2020 года.
Член Союза кинематографистов России с мая 2015 года.

## Книги
- «Актёры отечественного кино. Том 1. А-Д» (издательство «ИнформБюро», 2012)[1][2]
- «Актёры отечественного кино. Том 2. Е-Л» (издательство «ИнформБюро», 2013)[3]
- «Актёры отечественного кино. Том 3. М-Р» (ИП Колесов М. Ю., 2018)[4]
- «Актёры отечественного кино. Том 4. С-Я» (издательство «ООО „Идеи“», 2017)[5]
- «Артисты Театра киноактёра» (издательство «Академия Поэзии», 2012)
- «Зоя Исаева. Розы и тернии» (совместно с Марианной Шепф; издательство «Новые Витражи», 2023)

## Награды
- Медаль «За заслуги в культуре и искусстве» (Российский творческий Союз работников культуры, 2024)[6].
- Премия имени Алехандера Гимелфарба (в рамках кинофестиваля «Новое кино Италии-2011»).